# حسین الشیخ (بازیکن فوتبال)
حسین الشیخ (زادهٔ ۸ دسامبر ۱۹۹۰) یک ورزشکار اهل عربستان سعودی است.